# Prospect Relationship Management
Le Prospect Relationship Management (ou Prospect RM) signifie en français gestion de la relation prospect. Ce concept marketing, né dans les années 2000, désigne les méthodes et les outils (logiciels) de gestion des prospects, c'est-à-dire des clients potentiels approchés par l'entreprise. Le Prospect RM est complémentaire de la gestion de la relation client (GRC, ou customer relationship management ou CRM), qui désigne la relation avec les clients et fait partie de la gestion de la relation étendue (XRM, ou eXtended Relationship Management).
Le Prospect RM part du postulat que la relation avec les prospects doit être réfléchie afin de maximiser les occasions de conversion, en faisant appel à diverses techniques, dont l'exploration de données (datamining), des logiciels de suivi, des centres de contact, etc.
L'utilisation d'outils de Prospect RM induit souvent la préexistence d'outils (logiciels) de gestion de la relation client au sein de l’entreprise, englobant notamment un outil de gestion des contacts, un outil de suivi de la relation client et des produits de fidélisation. De par sa composante technique et sa nécessaire utilisation de l'exploration de données, le Prospect RM s’impose plus particulièrement pour le marketing sur Internet (e-marketer) et s’applique notamment au courriel marketing, lequel permet notamment les « split tests » (tests de créations sur une base réduite et modification à la volée).
Selon ses promoteurs, l’utilité du Prospect RM devient évidente quand on regarde le cycle de vie d’un prospect. Les entreprises rencontrent leurs clients par le biais d'opérations de contact en masse avec des clients potentiels, alors qu'en fait une bonne part des segments de clients prospectés ne seront jamais profitables. Dans cette perspective, le processus d’acquisition doit être encadré par des outils adaptés.
À l’instar de la gestion de la relation client qui va stocker des connaissances sur les clients (contacts, relations, données sociodémographiques et comportementales), le Prospect RM va stocker les comportements propres à chaque prospect identifié par l’entreprise afin de modéliser son profil type. Il s’agit de déterminer les centres d’intérêt du prospect pour déclencher l’acte d’achat à court ou moyen terme.

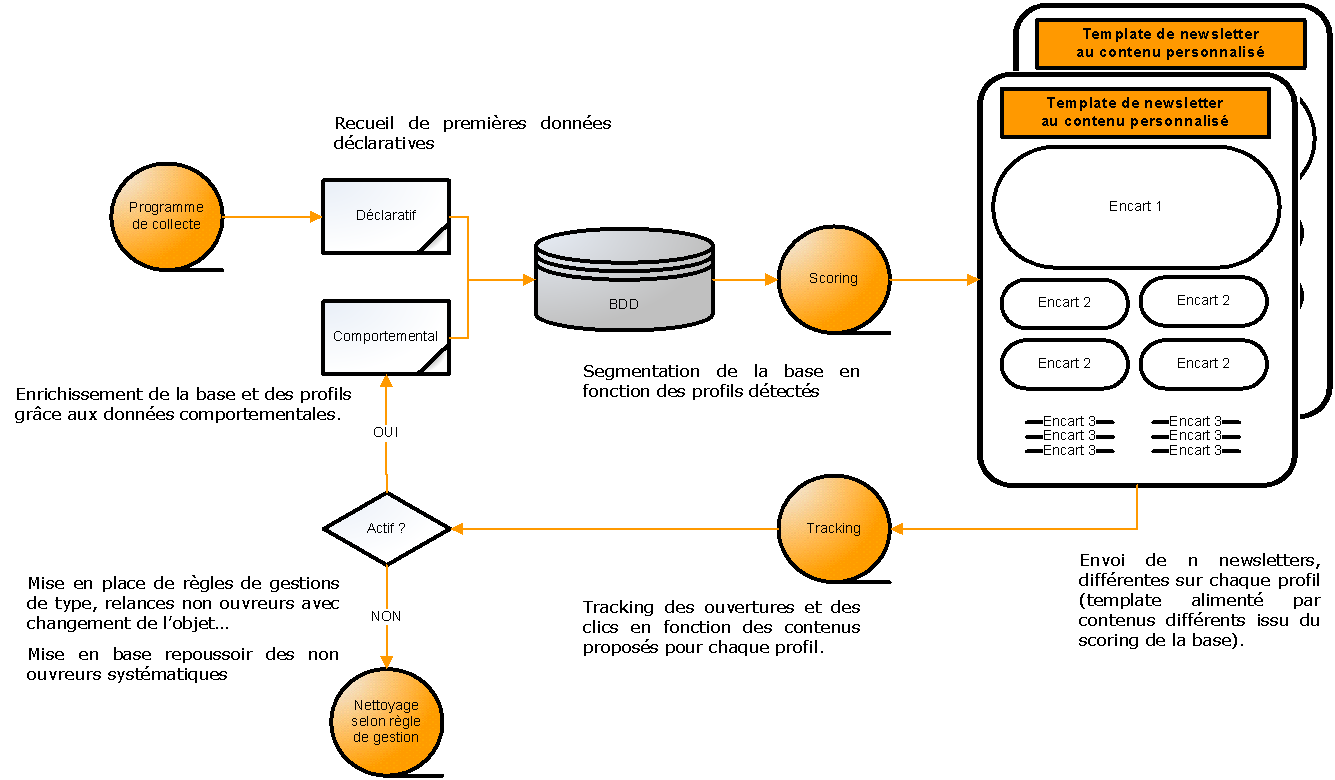
Fonctionnement du Prospect RM